# Ligne 112 (Infrabel)
Pour les articles homonymes, voir Ligne 112.
La ligne 112 Marchienne-au-Pont - Piéton - La Louvière centre est une ligne de chemin de fer belge intégrée à la "dorsale wallonne" qui relie Liège à Tournai d'est en ouest via Namur, Charleroi et Mons.
La ligne était initialement une ligne secondaire de la région du centre (entre le bassin de Charleroi et le Borinage). Son tracé sera toutefois corrigé et inauguré simultanément avec son électrification en 1984 afin de s'affranchir des courbes serrées de Goutroux et de Fontaine-l'Évêque.

## Historique
La Compagnie du chemin de fer du Centre, exploitant le chemin de fer d'Erquelinnes à Haine-Saint-Pierre (la Louvière) et Écaussinnes, reçoit par l'arrêté royal du 13 juin 1859 la concession d'un chemin de fer de Baume (Haine-Saint-Pierre) à Marchienne, via Fontaine-l'Évêque.
La ligne est ouverte dans son intégralité le 7 janvier 1865 au service des marchandises. Il faut attendre le 1er juin de la même année pour que débute le transport des voyageurs. La Compagnie du Centre se regroupe au sein de la Société générale d'exploitation de chemins de fer en 1867. L’État démantèle la SGE en rachetant la plus grande part de ses concessions en 1870. Depuis le 1er janvier 1871, la ligne est exploitée par l'Administration des chemins de fer de l'État belge, devenue la SNCB en 1926. Plusieurs des gares de la ligne sont reconstruites au cours de cette période.
Avec la nationalisation, la ligne se retrouve sur le chemin le plus direct entre Charleroi et Mons mais l'itinéraire plus ancien, par Luttre et Manage, est préféré pour les trains les plus lourds, en raison du profil accidenté de la ligne 112 entre La Louvière et Piéton. La ligne est électrifiée entre la Louvière et Piéton de 1982 à 1983. Le 16 janvier 1984, l'ancienne ligne entre Piéton et Marchienne-au-Pont est remplacée par un nouveau tronçon électrifié, desservi à partir du plan IC-IR par des trains InterRégion de Charleroi à Mons. C'est également au début des années 1980 que la gare de Haine-Saint-Pierre est remplacée par la gare de La Louvière-Sud.
L'ancien tracé, passant par Goutroux, est démantelé sauf la section de Forchies à Fontaine-l'Évêque qui devient la ligne industrielle 252, désaffectée dans les années 2000.

## Gares en service
Liste des gares ouvertes de la ligne avec leur point kilométrique : Marchienne-au-Pont (0,000), Forchies (6,300), Piéton (8,800), Carnières (11,400), Morlanwelz (13,200), La Louvière-Sud (19,100) et La Louvière-Centre (20,300).

## Utilisation
La desserte voyageurs se compose :
- d'une relation IC-19 : Tournai-Namur ;
- d'une relation IC-25 : Mons-Liège ;
- d'une relation S62 : Charleroi-Luttre

Jusqu'en 2015, elle était également parcourue par le Thalys qui reliait Paris aux principales gares de la dorsale wallonne (Mons, Charleroi, Namur et Liège).
Le tronçon entre La Louvière centre et Haine-Saint-Pierre est également parcouru par l'IC-22 Turnhout - Bruxelles - Binche.
Le trafic marchandise est assez limité, le nouveau tracé étant assez raide, c'est la ligne 117 qui lui est préférée.
La gare de triage de Monceau sur Sambre que la ligne longe est malgré tout raccordée par une voie unique à hauteur du poste de signalisation B17. La ligne 112 est parfois utilisée pour les parcours à vide des locomotives tractant les trains de marchandise. Ceux-ci empruntant plutôt la ligne 124-117: Monceau (L124) - Luttre(124/117) - Manage(117) lorsqu'ils sont en charge.